# Ahic
Ahic ist ein osttimoresischer Suco im Verwaltungsamt Lacluta (Gemeinde Viqueque).

## Geographie
Ahic liegt im Süden des Verwaltungsamts Lacluta. Nördlich befindet sich der Suco Laline, östlich die Sucos Dilor und Uma Tolu und südlich das Verwaltungsamt Viqueque mit seinem Suco Luca. Im Westen grenzt Ahic an das Verwaltungsamt Barique (Gemeinde Manatuto) mit seinen Sucos Barique und Fatuwaque.
Vor der Gebietsreform 2015 hatte Ahic eine Fläche von 151,81 km². Nun sind es 170,46 km², die sich in die fünf Aldeias Ai Lo Oc, Cai Ua, Crarec Bocu, Hali Mean und Hali Oan teilen. Obwohl sich die Aldeias Cai Ua und Hali Mean in Ahic liegt, befinden sich die Orte im Suco Dilor. Ebenso liegt der Ort Ahic in Dilor.
Die Grenze zu Manatuto bildet der Fluss Dilor. In ihn mündet der in Ahic entspringende Bataicain. Der Nunuc hat seine Quelle in Ahic. In der Südwestecke des Sucos liegt der See Lacodu (Lagoa Lacodu). An der Grenze zu Lalina fließt der zunächst der Datametan. Nach dem Zufluss des Has aus Laline heißt der Fluss Lacluta. Später kommt von Norden noch der Derocaan. Nun heißt der vereinigte Fluss Luca. Er wendet sich dann nach Süden, folgt der Grenze zu Dilor und Uma Tolu und verlässt schließlich das Verwaltungsamt Laclubar. Südlich des Zusammenflusses von Has und Datametan, ab dem der Fluss Lacluta heißt, liegt der Ort Lacluta. Der We Tasi (Welosi) ist ein kleiner See in der Aldeia Hali Mean (08° 46′ 40″ S, 126° 09′ 47″ O). Östlich des Sees liegt der Berg Cassacaic (08° 47′ S, 126° 10′ O) mit einer Höhe von 1024 m.
Nur kleine, wenig ausgebaute Straßen führen durch den Suco. Für die Parlamentswahlen in Osttimor 2007 mussten die Wahlurnen per Hubschrauber zum Wahllokal in der Verwaltung des Sucos gebracht und abgeholt werden.

## Einwohner
In Ahic leben 1.088 Einwohner (2022), davon sind 591 Männer und 497 Frauen. Im Suco gibt es 368 Haushalte. 80 % der Einwohner geben Tetum Terik als ihre Muttersprache an. Über 18 % sprechen Midiki, kleine Minderheiten Tetum Prasa oder Galoli. Ahic hat mit über 80 % den größten Analphabetenanteil der ganzen Gemeinde Viqueque.

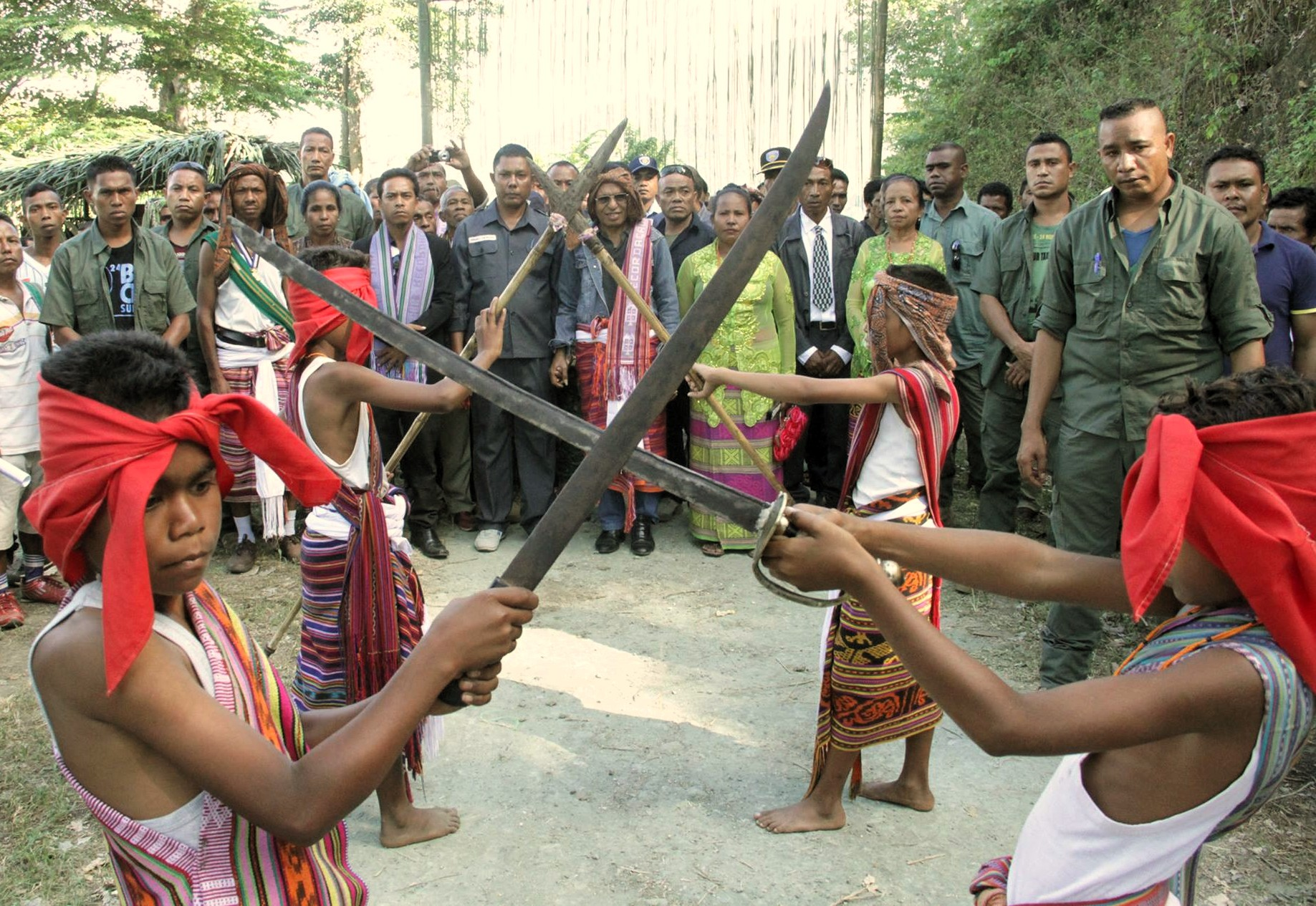
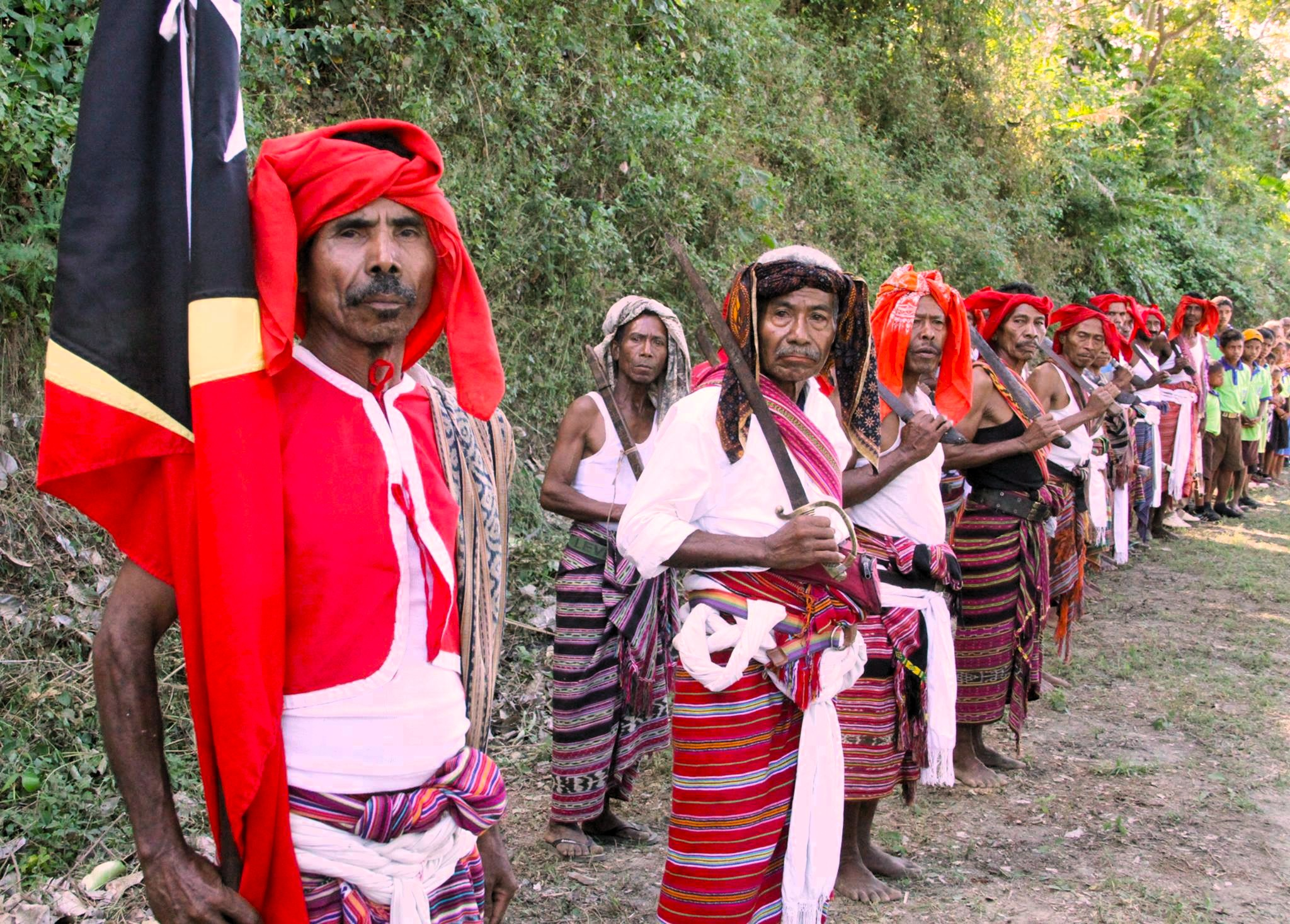
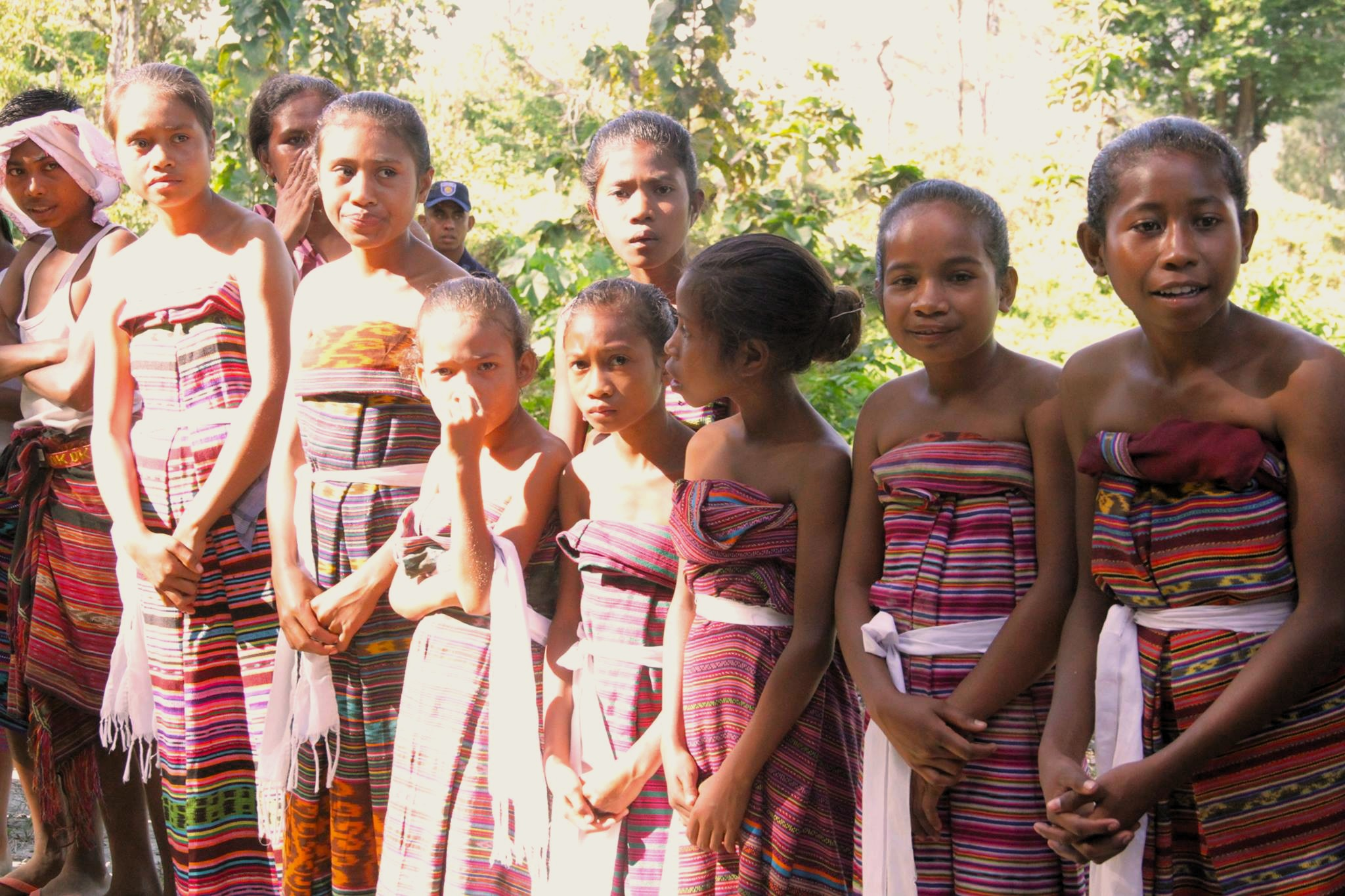

## Geschichte
In der ersten Zeit nach Beginn der Invasion durch Indonesien blieb Ahic von Kämpfen verschont, doch als die indonesische Armee damit begann, Ahic zu bombardieren, forderten die Widerstandskämpfer der FALINTIL die Bevölkerung auf, die Ortschaften zu verlassen. Die Flüchtlinge legten Felder an und bauten Sago und Reis an. Am 10. Juli 1978 wurden die Flüchtlinge von der indonesischen Armee entdeckt, woraufhin sie weiter fliehen mussten. Ihre Haustiere durften die Zivilisten nicht mitnehmen und mussten sie daher töten. Bei der Flucht wurden viele Familien auseinandergerissen.
1980 wurden die Einwohner Ahics von den Indonesiern zwangsdeportiert. Sie wurden in ein Transit Camp in Lacluta gebracht und von dort aus später nach Dilor. Überlebende berichteten:

„1979 ergaben wir uns in der alten Stadt von Lacluta. Etwa 500 Personen starben an Hunger und durch den Mangel an Medikamenten zur Bekämpfung von Tuberkulose, Marasmus und Durchfall. Viele die starben, hatten keine Familienmitglieder mehr, um sie zu beerdigen. Einige starben im Camp und einige während sie im Wald nach etwas zum Essen suchten. Wir überlebten von Essen wie:
- Sago aus der Bebakpalme
- Früchte des Gummibaums
- Guaven
- Blätter vom Ende der Kokosnuss
- Maek (eine Knolle)
- Kuan (eine kleine, fasrige Yamswurzel)
- Aidak (eine Art Lychee)
- Wasserspinat
- Bananenschößlinge
- Laho (Mäuse)
- Samea (Schlangen)
- Manduku (Frösche)

Pferde wurden für nur 1000 indonesische Rupiah und zwei Dosen Reis für je eine Mahlzeit (rantang) von der Hansip gekauft. Goldketten konnte man für eine Dose Reis erwerben. Im Tausch für Nahrung, wie Büffel- oder Hirschfleisch, konnten Töchter an Hansip- und ABRI-Mitglieder zwangsverheiratet werden, selbst wenn sie schon gesetzlich verheiratet waren.
ABRI und der Subdistriktadministrator (camat) entschlossen sich die Internierten von der alten Stadt Lacluta in das Dorf Dilor zu verlegen. In Dilor wurden politische Führer und FALINTIL-Mitglieder gefoltert und getötet. Alle Männer, die älter als 15 Jahre alt waren, wurden angewiesen, sich beim Militärposten am Morgen und am Abend zu melden und nachts Wachdienst zu leisten. Wenn sie sich nicht fügten, wurde ihr gesamter Besitz gestohlen und sie konnten gefoltert werden. So zum Beispiel konnte man in schmutziges Wasser für drei Stunden eingetaucht werden, gezwungen werden durch Dornenbüsche zu laufen, auf Kohlen zu stehen oder man wurde mit dem Kopf nach unten aufgehängt. Frauen wurden regelmäßig vergewaltigt und an Hansip und Soldaten zwangsverheiratet, ohne Einverständnis von ihnen oder ihren Familien. Viele Kinder die daraus hervorgingen, wurden einfach verlassen.
1979 bis 1980 erhielten wir Hilfsgüter vom Indonesischen Roten Kreuz, wie Trockenfisch, Huhn, Milch, Mehl, Salz, Decken und Medikamente und wurden von medizinischen Personal betreut, einem Arzt und zwei Krankenschwestern. Jedoch war das Essen, was wir bekamen, zu proteinreich zum Verdauen für unterernährte Menschen und viele starben. Uns wurde schließlich erlaubt, Gärten anzulegen, aber nur in einem Umkreis von weniger als einen Kilometer rund um Dilor und nur mit einer Reisegenehmigung vom Sicherheitschef. Häufig gab es Zwangsarbeit ohne Bezahlung. Es gab keine Ausbildungsmöglichkeiten, weil es keine Einrichtungen oder Lehrer gab. Schulkinder wurden zum Dienst als TBOs (tenaga bantuan operasi, „Operationsassistenten“) gezwungen.“

## Politik

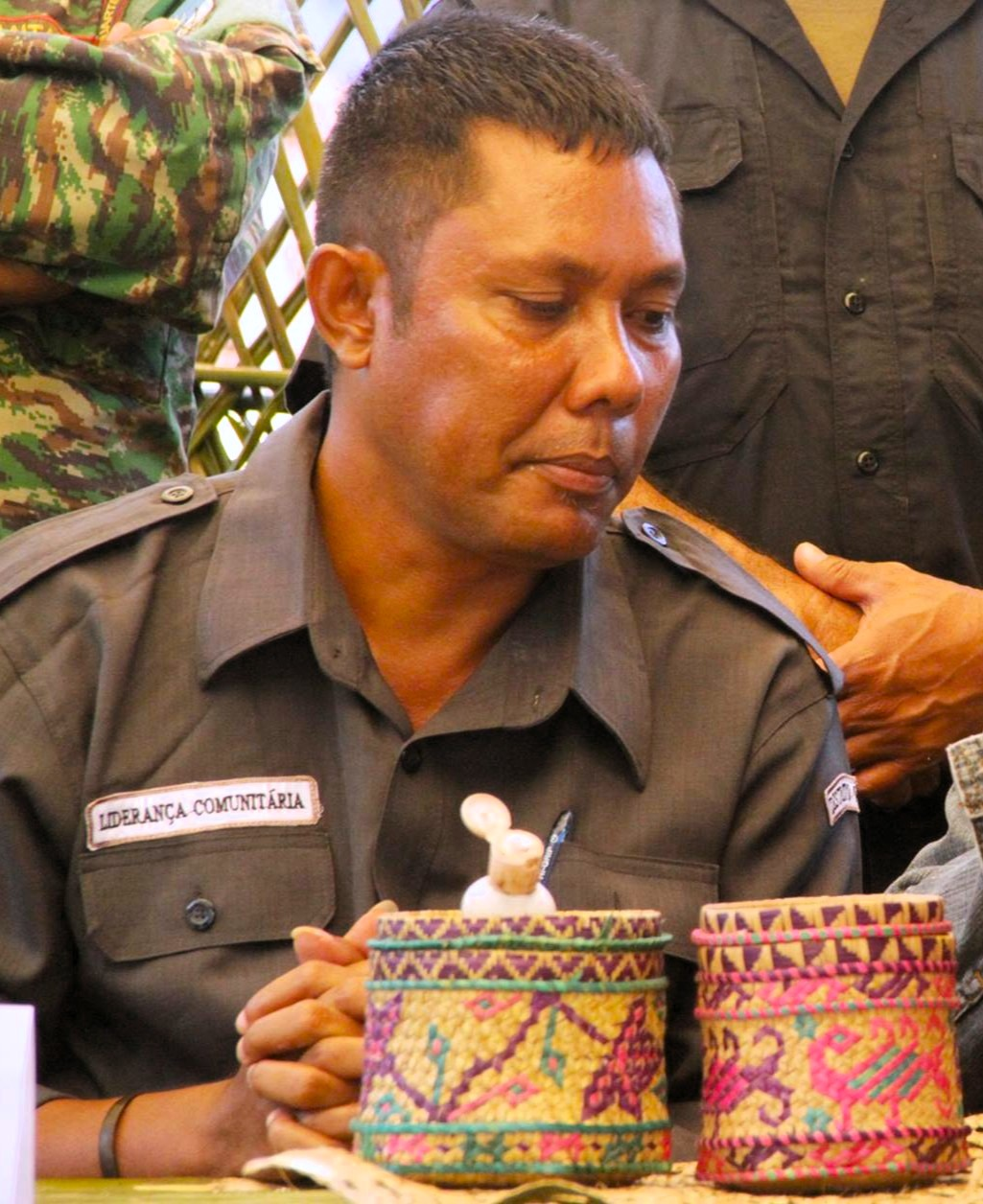
Ernesto Soares (2016)

Bei den Wahlen von 2004/2005 wurde Antonio Alves zum Chefe de Suco gewählt. Bei den Wahlen 2009 gewann Ernesto Soares, 2016 Virgilio Soares und 2023 Ercilio Soares.